# 藤戸達吾
藤戸 達吾（ふじと たつご、1872年5月10日（明治5年4月4日） – 1920年（大正9年）7月27日）は、日本の新聞人。地方政治家。

## 経歴
1872年（明治5年）4月4日高知県安芸郡土居村（現在の安芸市土居）に堀内弁次の子に生まれた。1895年（明治28年）東京専門学校（現在の早稲田大学）英文科卒業。黒岩涙香の万朝報社に入社。
安芸の瓦製造業藤戸家の養子となり帰郷。土陽新聞に入社。以後松月の号で南海文壇に重きをなした。1905年（明治38年）高知新聞創設に参加し、文筆を持って活動する。岡本社長亡き後は野中楠吉、杉駸三郎とともに新聞社の元老格となる。
1919年（大正8年）県会議員に当選した。1920年（大正9年）7月27日没、49歳。

## 参考資料
- 『高知県人名事典』高知市民図書館、1970年。